# Tutti contro tutti (Space One)
Tutti contro tutti è il primo album italiano pubblicato da Space One, uscito nel 1997 con i beat di Dj Jad.
Prima venne pubblicato un EP dal titolo "So Funk", e di seguito l'album "Tutti contro Tutti" con 13 tracce che comprendono il primo singolo (da cui è stato tratto anche un video) "Profumi di strada" e 2 featuring con J-Ax.
L'album vanta le collaborazioni di J-Ax, R. Jones e Paolo Brera.
Nella canzone "I primi della lista" J.Ax dissa Bassi Maestro, il che viene lasciato intendere soprattutto con la frase "Tutti 'sti maestri dovrebbero volare bassi"

## Tracce
1. Intro
2. La mattina che non vivo mai
3. Tutti contro tutti feat. J-Ax
4. Sleppo come il basso
5. Lonely feat. R. Jones
6. Hey, deejay
7. Latin Lover II
8. I primi della lista feat. J-Ax
9. La mattina che non vivo mai (Remix)
10. Profumi di strada feat. Paolo Brera
11. La mia mano
12. Il guardiano del funk (Album Version)
13. Outro